# Kinas økonomi
Kina økonomi har været blandt verdens største gennem historien i de sidste to millennier. Financial Times har hævdet at "China has been the world’s largest economy for 18 of the past 20 centuries", mens Kina, i henhold til The Economist, ikke bare var den største økonomi i det meste af historisk tid, men indtil det 15. århundrede også havde den højeste indtægt per capita — og var verdens teknologiske leder."
Så sent som i 1820 stod Kina for 33% af verdens bruttonationalprodukt. Knapt hundrede år senere var tabellerne vendt. Ved begyndelsen af det 20. århundred stod Kina for bare 9% af verdens bruttonationalprodukt. Hovedårsagen til den relative kollaps af Kina ligger i, at den industrielle revolution i det 19. århundrede, som gjorde Europa og Amerika rige, næsten forbigik Kina.